# 4 février dans les chemins de fer
4 janvier 4 mars
Chronologies thématiques
- Croisades
- Sports
- Disney

Cette page concerne les événements qui se sont déroulés un 4 février dans les chemins de fer.

## Événements

### XIXesiècle
- 1894. Suisse : inauguration[1] du chemin de fer Veyrier - Les Treize Arbres

### XXesiècle
- x

### XXIesiècle
- 1952. Luxembourg : le régime des pensions des agents de la Société nationale des chemins de fer luxembourgeois est modifié par un arrêté[2] grand-ducal.
- 1959. Algérie / France : une ordonnance[3] remplace la Compagnie des chemins de fer algériens (CFA) par la Société nationale des chemins de fer français en Algérie (SNCFA).

## Anniversaire

### Naissances
- x

### Décès
- x